# Flypast

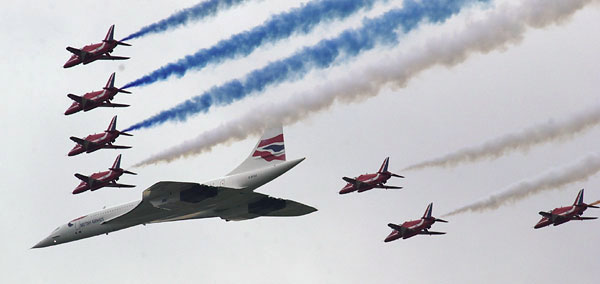
De Red Arrows en een Concorde voeren een speciale flypast uit boven Buckingham Palace op 4 juni 2002 ter viering van het gouden jubileum van koningin Elizabeth II

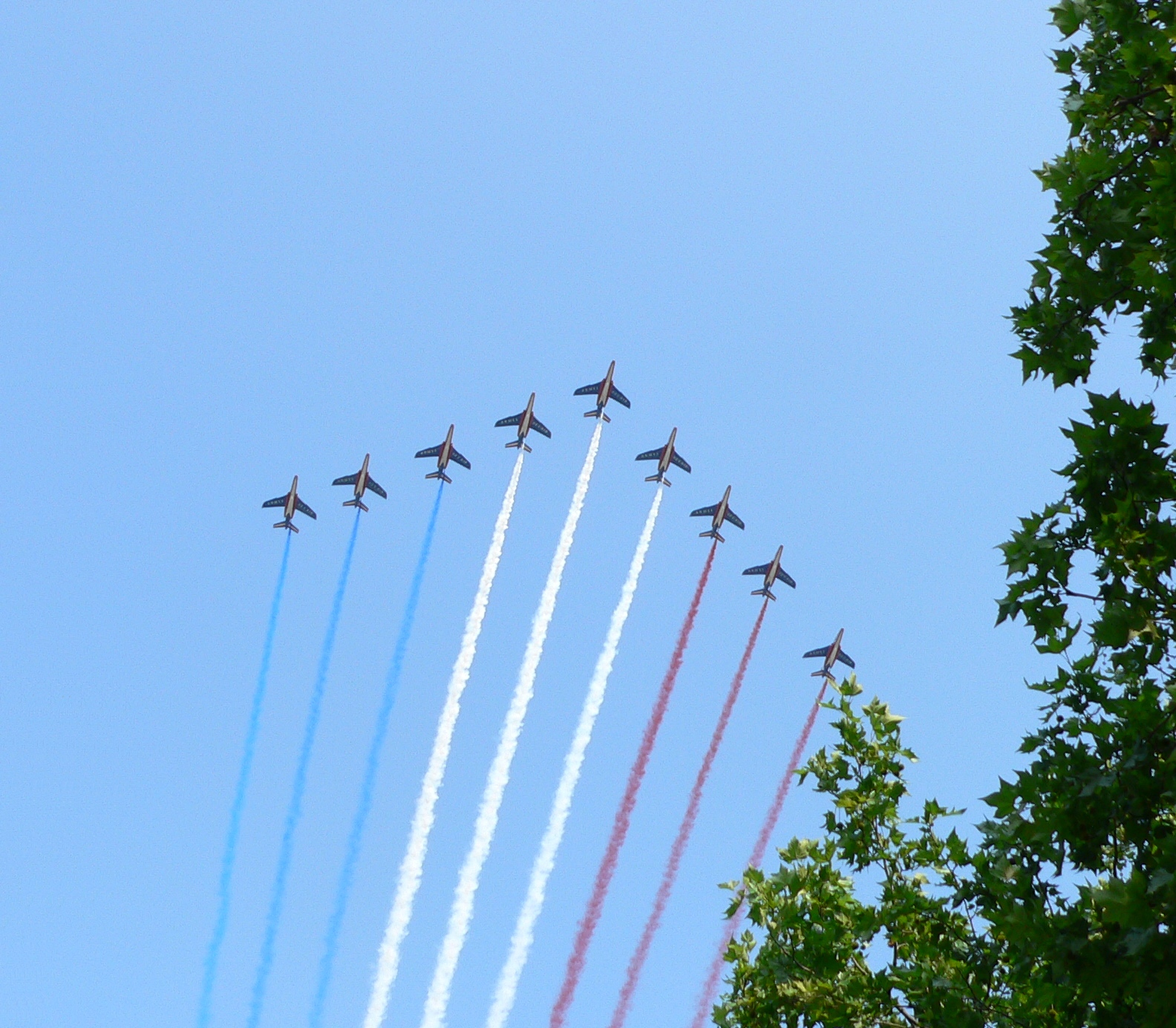
De Patrouille de France flypast tijdens de militaire parade op 14 juli 2006 in Parijs

Flypast is de naam voor een ceremoniële vlucht van een groep vliegtuigen of soms een enkel vliegtuig. In de Verenigde Staten wordt soms de term flyover gebruikt.
Flypasts worden in het algemeen uitgevoerd bij nationale evenementen zoals onafhankelijkheidsvieringen of koninklijke verjaardagen, maar ook bij belangrijke begrafenissen of herdenkingen. Ook bij minder stemmige gelegenheden zoals vliegshows of de introductie van een nieuw vliegtuigtype wordt weleens een flypast uitgevoerd.
Bij feestelijke gelegenheden wordt een flypast in het algemeen gebruikt om het belang van de viering te benadrukken (je krijgt een flypast immers niet zomaar), bij begrafenissen of herdenkingen wordt met een flypast uitdrukking gegeven aan diep respect voor het subject. 

## Flyby
Een flyby kan refereren aan militaire situaties.
De term wordt ook gebruikt in de ruimtevaart voor het vliegen langs een hemellichaam. Dit om waarnemingen te doen, of gebruik te maken van de zwaartekracht om de koers en/of de snelheid van een ruimtetoestel te veranderen. In die laatste situatie spreekt men over een zwaartekrachtsslinger.

## Scheervlucht
Een andere term voor een en ander is scheervlucht.